# Phytometra reducta
Phytometra reducta là một loài bướm đêm trong họ Erebidae.